# Mikrogeophagus ramirezi
Espèce

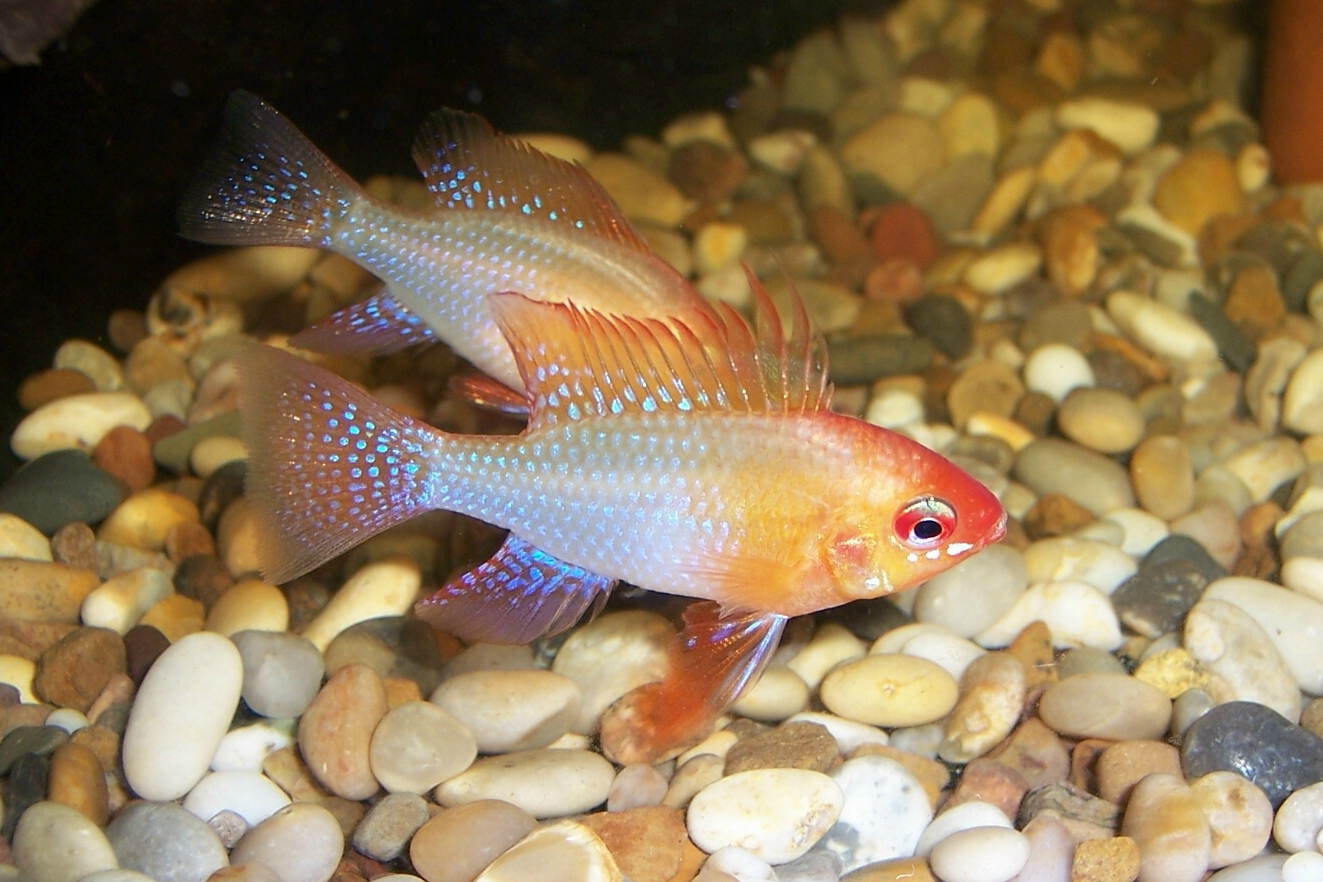
Il existe une variété de Ramirezi gold

Le Ramirezi ou Cichlidé nain de Ramirez (Mikrogeophagus ramirezi) est un poisson nain de la famille des cichlidés. Originaire d'Amérique du Sud, c'est une espèce qui peut aussi être élevée en aquarium.

## Description de l'espèce
C'est un poisson de 5 à 7 cm environ. La femelle est plus petite, avec un ventre bombé plus rose, tandis que le mâle présente un rayon de la dorsale,  le deuxième, plus effilé.

### Comportement, reproduction et maintenance en captivité.
Les Ramirezi vivent en couple et deviennent territoriaux au moment de la reproduction.
Le couple pond sur un substrat decouvert. Les deux parents s'occupent du frai et le mâle ne quitte pas sa progéniture.
Après 5 jours, les alevins nagent librement, les parents les surveillent encore de 2 à 4 semaines.
Ce poisson peut vivre plus de 4 ans.
Le ramirezi s'acclimate avec tous les poissons d'ornements (scalaire, guppy, néons, botia, pleco...) attention toutefois à ne pas laisser vos alevins en liberté dans l'aquarium, le ramirezi n'en ferait qu'une bouchée.

### Habitat d'origine
Ce poisson est originaire du bassin de l'Orénoque, dans les llanos du Venezuela et Colombie en Amérique du Sud.

## Maintenance en captivité
| Origine         | Colombie, Venezuela     | Eau           | eau douce      |
| Dureté de l'eau | 3 à 10 °GH              | pH            | 5.5 à 7        |
| Température     | 26 à 28 °C              | Volume mini.  | 60l            |
| Alimentation    | Omnivore                | Taille adulte | env. 5 à 7 cm  |
| Reproduction    | Ovipare                 | Zone occupée  | Milieu et fond |
| Sociabilité     | Paisible et territorial | Difficulté    | Moyenne        |

C'est une espèce aux couleurs vives mais assez fragile qui nécessite une grande attention. L'espérance de vie en aquarium est courte, environ de 1 mois à 2 ans.
En effet Mikrogeophagus ramirezi apprécie une eau claire, propre, de pH 5.5 à 7 pour une dureté de 3 à 10°dGH et à une température comprise entre 26 et 28 °C. Sensible a la pollution, l'eau doit être fréquemment changée (30 % l'eau de l'aquarium).
Le ramirezi devra être maintenu soit en couple déjà formé, soit en groupe de juvéniles. De ce groupe, un couple se formera, il sera alors temps de retirer les autres poissons. Pour accueillir deux spécimens, l'aquarium doit mesurer au moins soixante centimètres de long et quarante centimètres de large. Pas de maintenance en trio dans un bac de moins de 300 litres.

### Alimentation
Toutes nourritures aquariophiles, comme les paillettes, les daphnies, les surgelés, les artemias et les vers de vase.